# Трохимчук Василь Степанович
Васи́ль Степа́нович Трохимчу́к (нар. 9 березня 1958, с. Швайківка, Житомирська область) — український художник. Член Національної спілки художників України (2023)..

## Біографія
Народився 9 березня 1958 року в с. Швайківка Бердичівського району Житомирської області. Закінчив Одеський державний педагогічний інститут (художньо-графічний факультет, 1979). Дипломну роботу з живопису на тему студентських будівельних загонів захистив на відмінно. Викладач: Шарапенко В. О.

У 1975—2005 роках зробив військову кар'єру. У 2005—2015 роках працював у воєнізованих структурах охорони ДСНС України у Вінницькій області. Ветеран Збройних Сил України.

Живе у Вінниці.

## Творчість
У 2010-х роках по завершенні військової кар'єри повертається до художньої творчості і виставкової практики. Перевагу надає станковому живопису. Улюблені жанри — пейзаж, портрет, натюрморт.

Основні твори: «Портрет діда Захара» (1979), «Натюрморт з грибами» (2019), «Слава козацтву» (2021), «Військовий лікар Ліля Чорна» (2021), «Ліна Костенко» (2023).
|        | Живописні полотна Василя Трохимчука відзначаються цілісністю композиції та фрагментарністю сприйняття, створюючи мозаїку сучасного світу. Основний акцент у його роботах зроблено на портретах людей різного соціального статусу, віку та професій. Автор прагне передати як зовнішню схожість, так і внутрішній світ своїх моделей, роблячи їх частиною своєї персональної портретної галереї. Художник використовує вільну живописну манеру, узагальнені кольорові площини, техніку роботи мастихіном, графічні елементи та контрастне виявлення форми. У його натюрмортах та пейзажах простежується конструктивність композиції, сміливість кольорових рішень і чіткість ліній. |
| — 2023 | |